# Théorie d'Einstein-Fokker
La théorie d'Einstein-Fokker, est une théorie de la gravitation proposée par Albert Einstein (1879-1955) et Adriaan D. Fokker (1887-1972) en 1914.
Elle consiste en une reformulation de la théorie de Nordström, une théorie de la gravitation proposée par Gunnar Nordström [‹ Nordstrøm ›] (1881-1923) en 1913,. Aussi est-elle également connue comme la théorie de Nordström-Einstein-Fokker,.